# Donatien Bouché
Pour les articles homonymes, voir Bouché.
Donatien Bouché, né le 10 mai 1882 à Sainte-Marie-sur-Mer et mort le 25 mai 1965 à La Baule-Escoublac, est un marin français.

## Biographie
Il est sacré champion olympique de voile en épreuve de 8 mètres JI aux Jeux olympiques d'été de 1928 d'Amsterdam avec Aile 6.